# Xã Marlar, Quận Jerauld, Nam Dakota
Xã Marlar (tiếng Anh: Marlar Township) là một xã thuộc quận Jerauld, tiểu bang Nam Dakota, Hoa Kỳ. Năm 2010, dân số của xã này là 14 người.